# Parque Xicoténcatl
El Parque Xicoténcatl es un parque público en la zona de Churubusco, en la alcaldía Coyoacán, Ciudad de México. Se encuentra frente al Museo Nacional de las Intervenciones, que detalla los ataques extranjeros a México desde la guerra de Independencia  . El parque lleva el nombre del príncipe guerrero Xicoténcatl II de Tlaxcala, quien fue ejecutado en 1521 tras la caída de Tenochtitlán.
El parque estaba abandonado antes de ser nacionalizado y recibir su nombre actual en 1965. Contiene 6.000 m 2 de árboles  y tres fuentes de agua con azulejos de talavera .

El presidente José López Portillo encargó una escultura de Hernán Cortés, Doña Marina y su hijo Martín . Julián Martínez Soto la diseñó en 1981 y ésta se colocó originalmente frente a la casa de Cortés en Coyoacán. Después de que López Portillo dejó el cargo, la escultura fue trasladada al Parque Xicoténcatl.

Aspectos del Parque Xicoténcatl
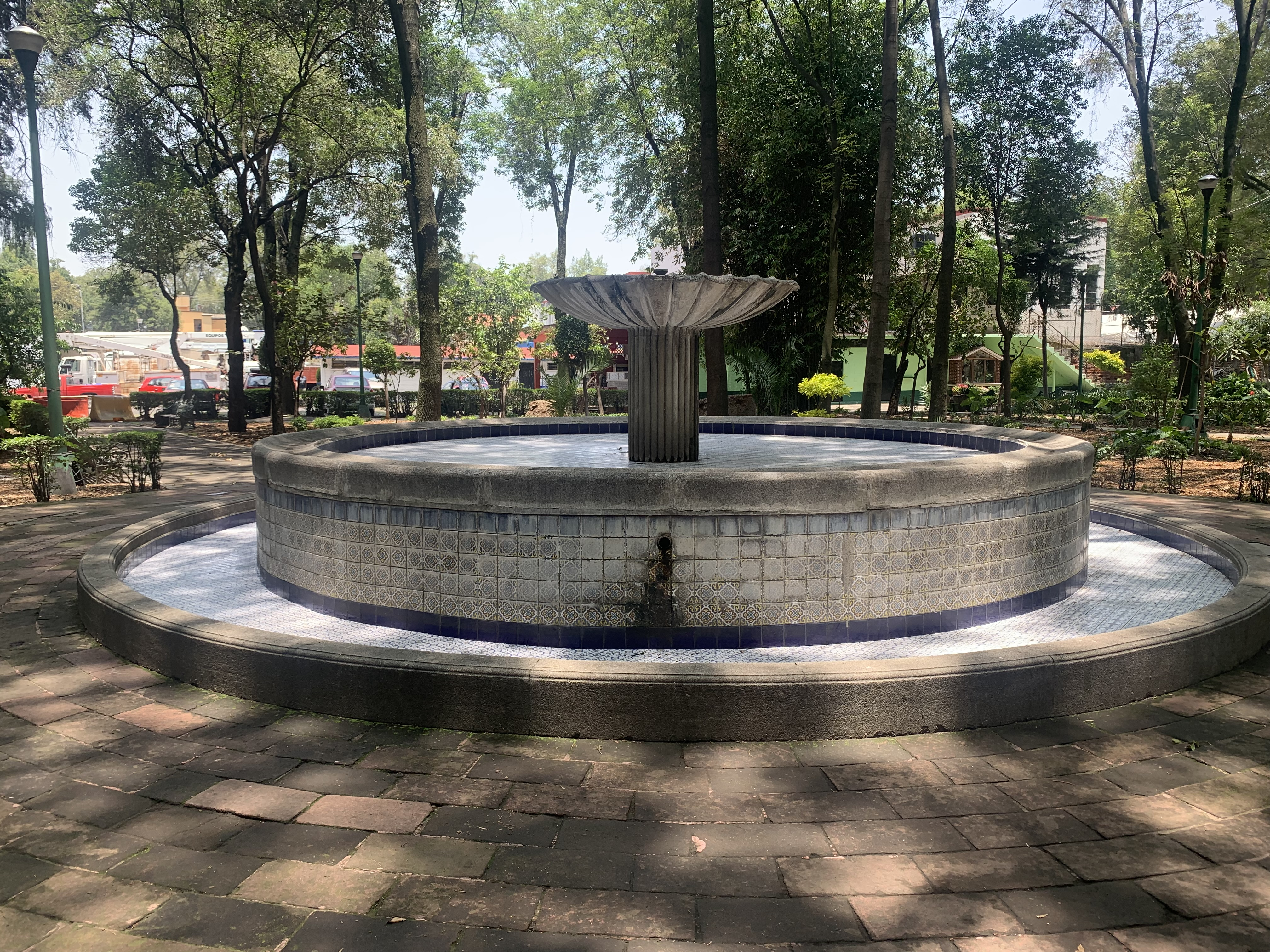
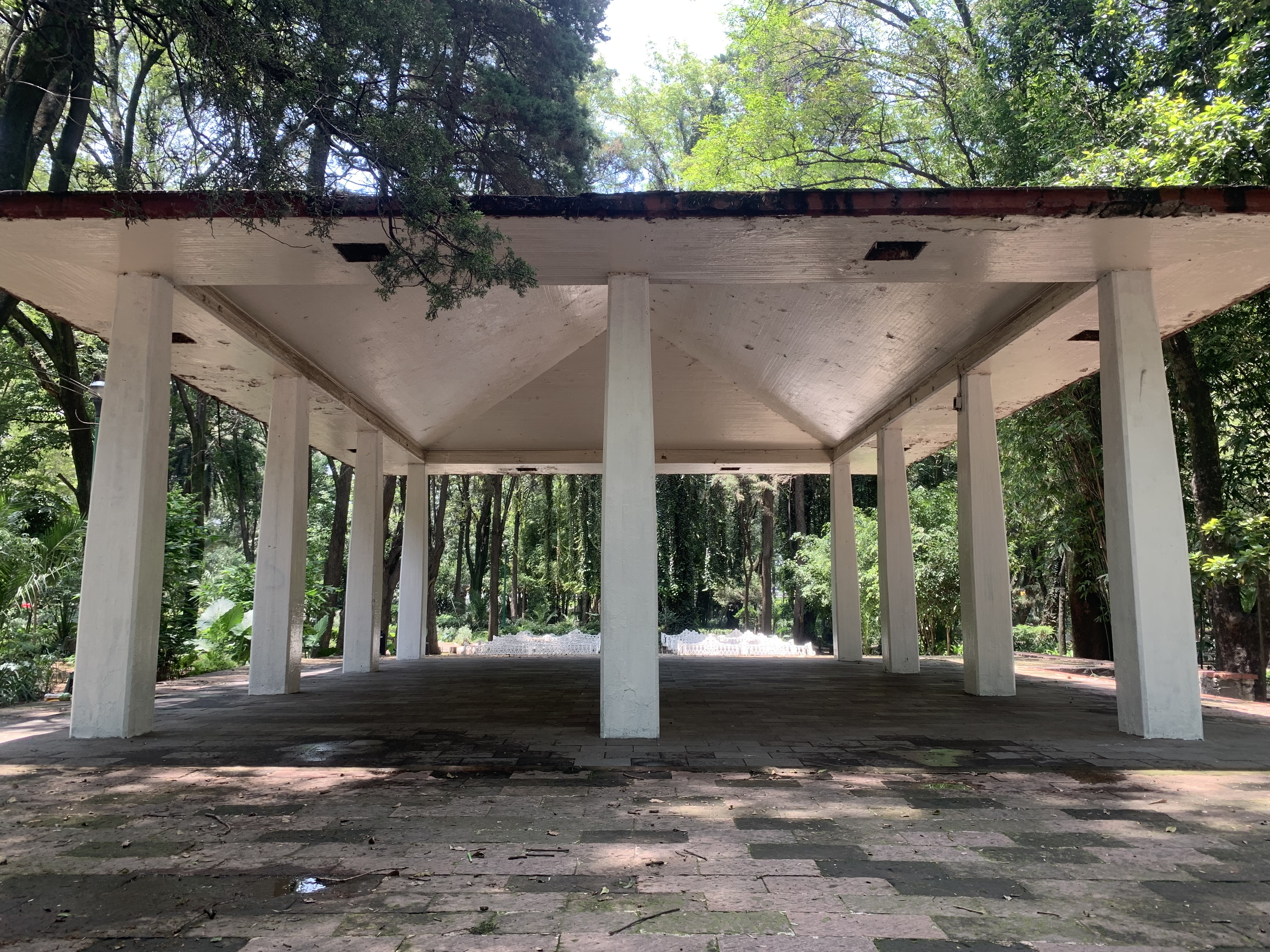
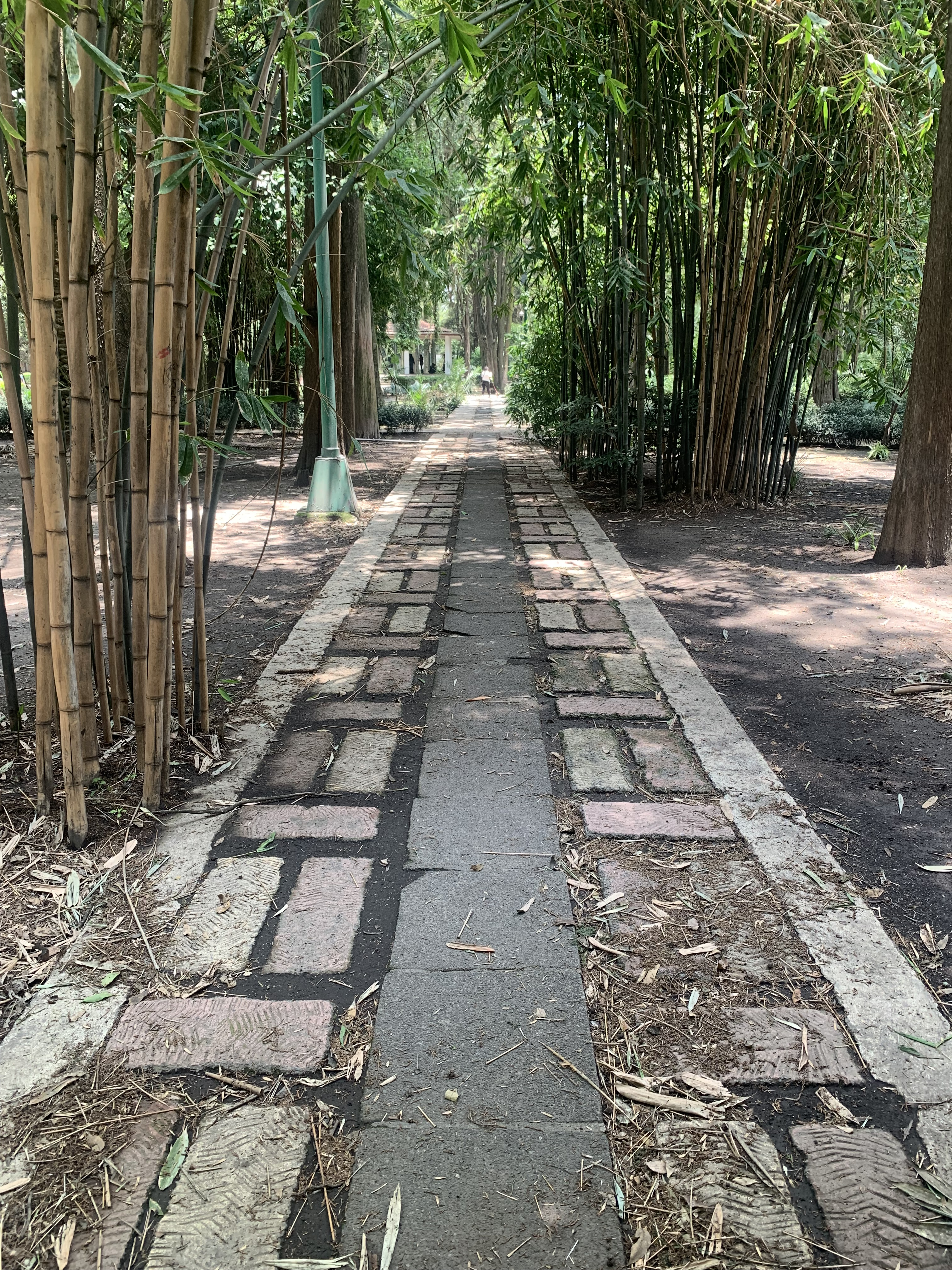
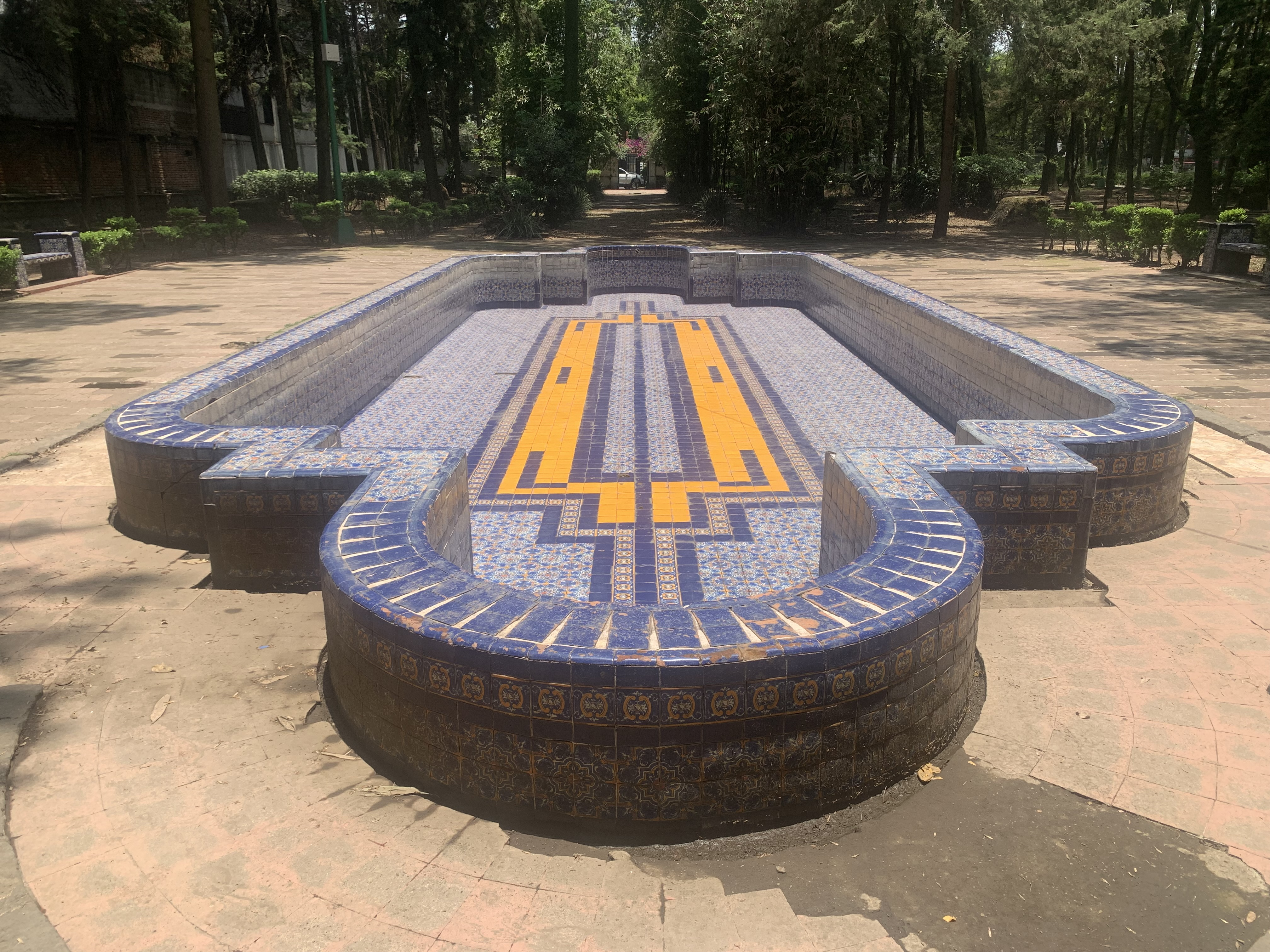
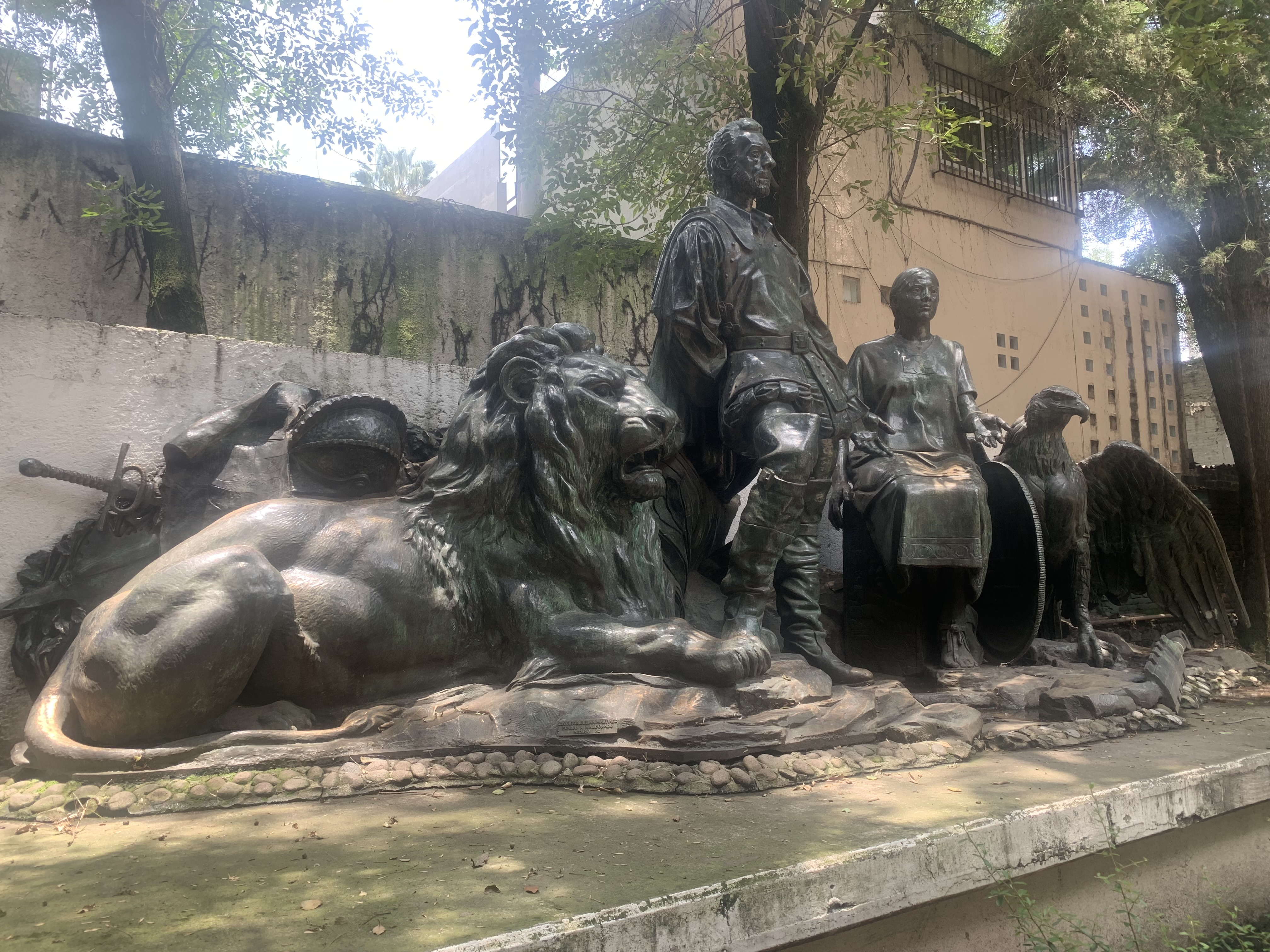
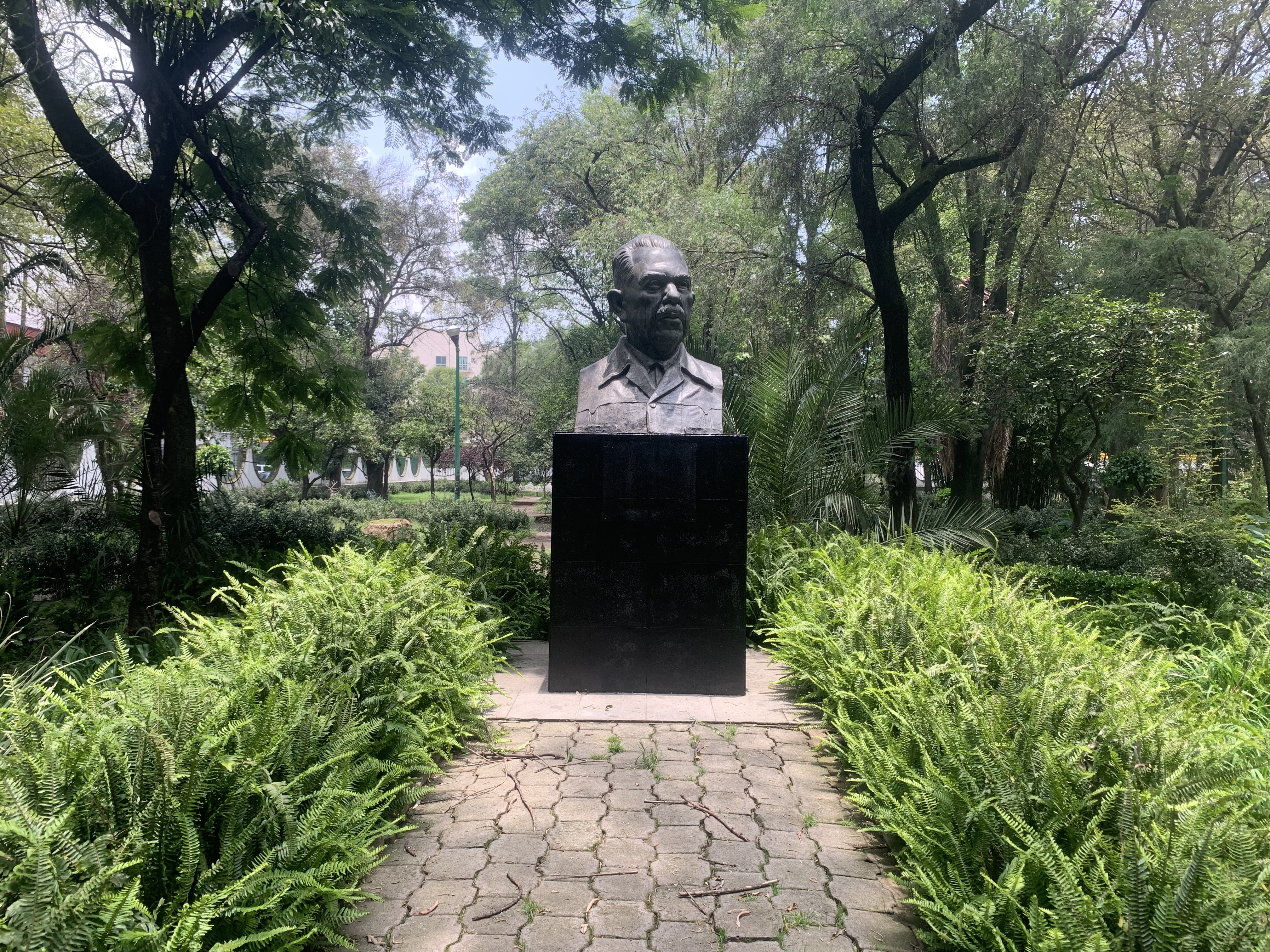
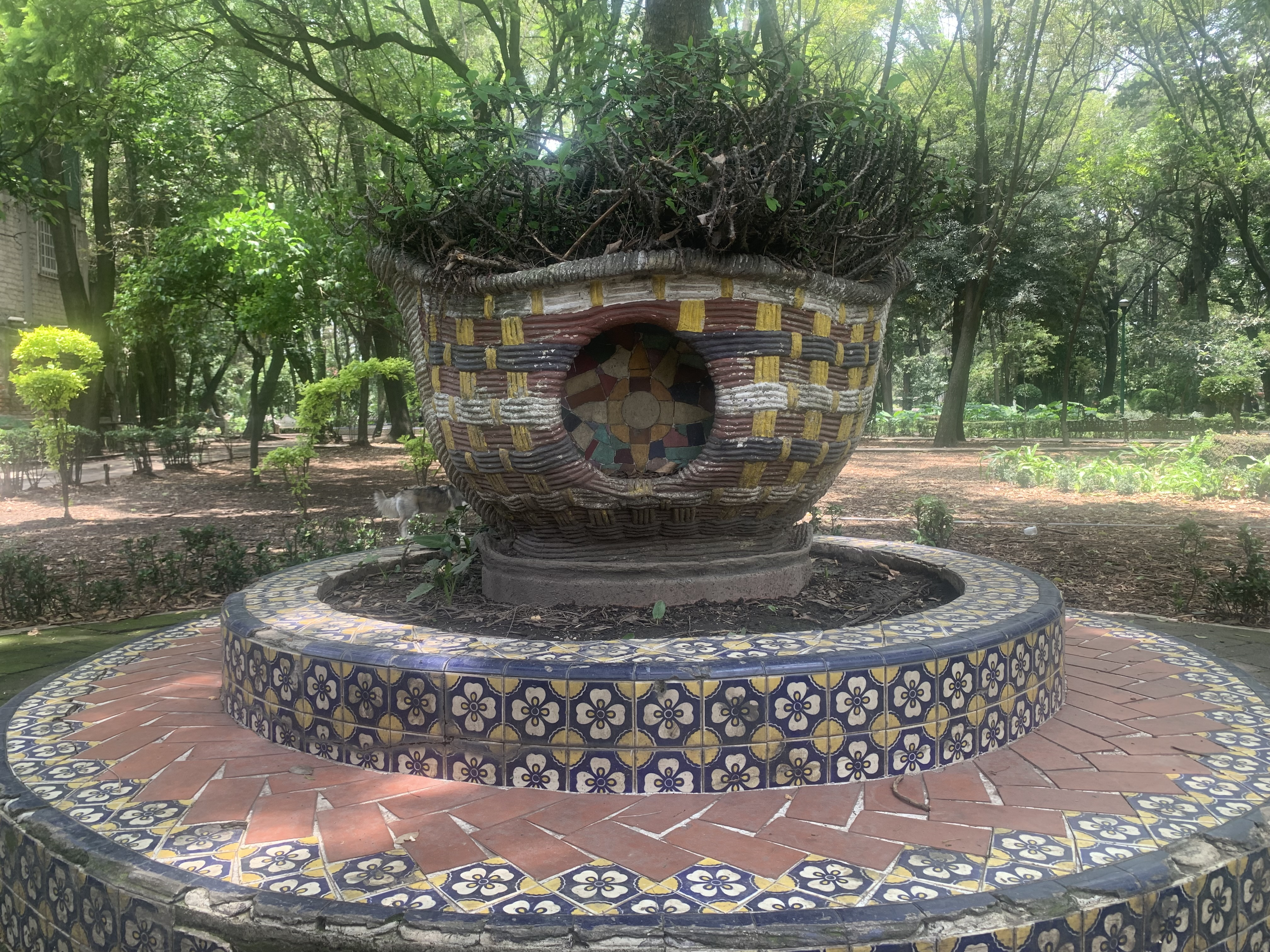
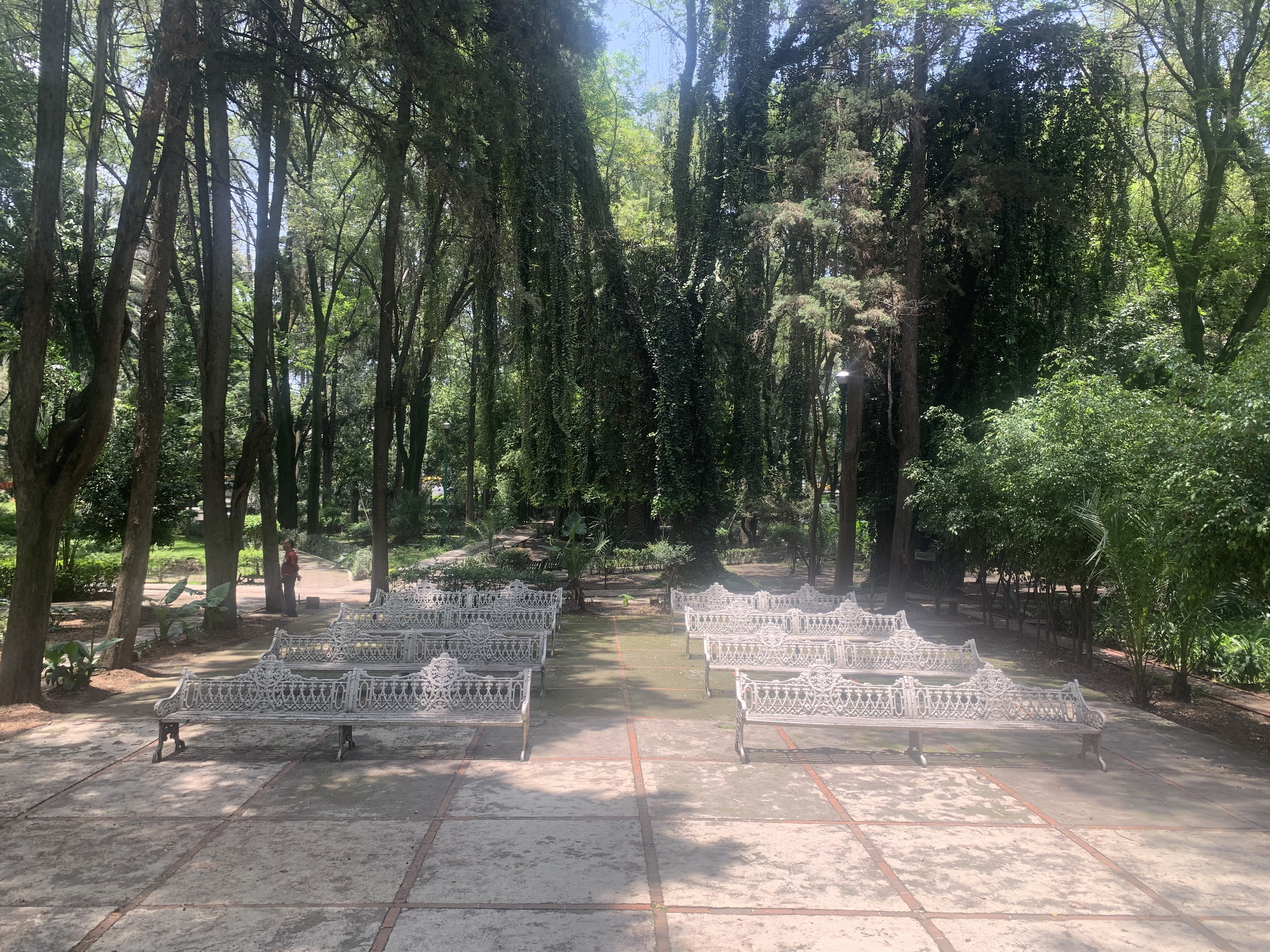
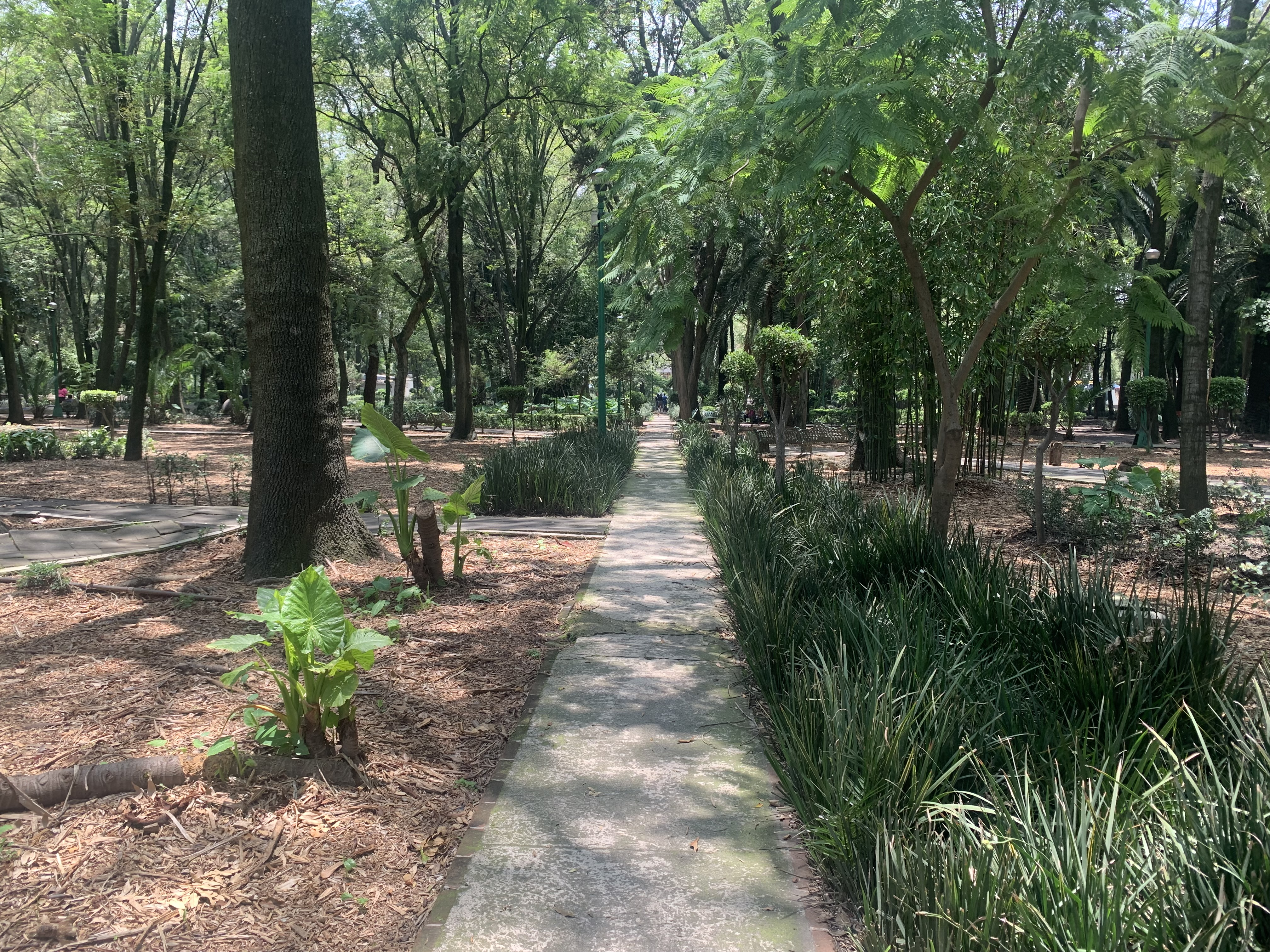
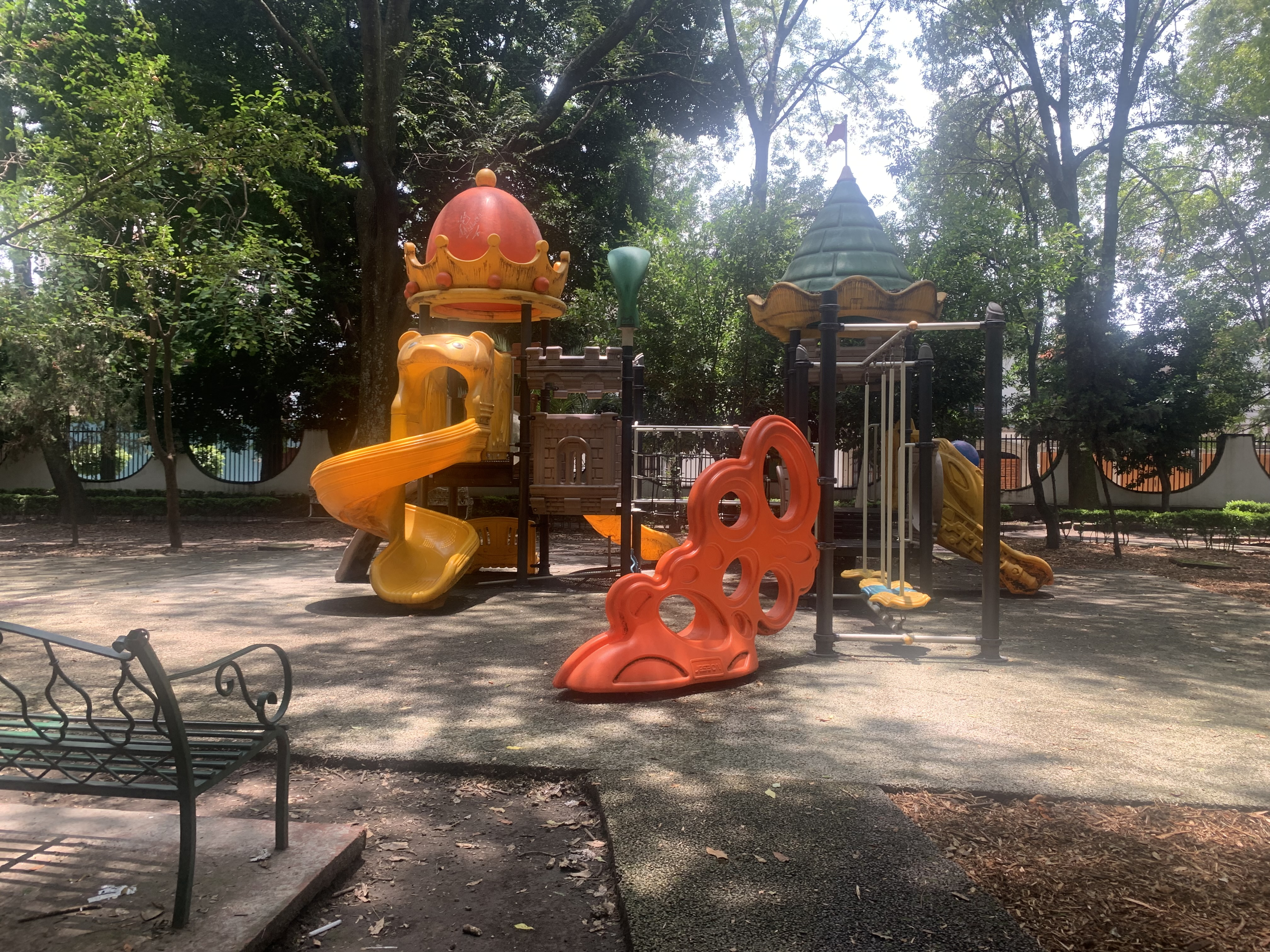
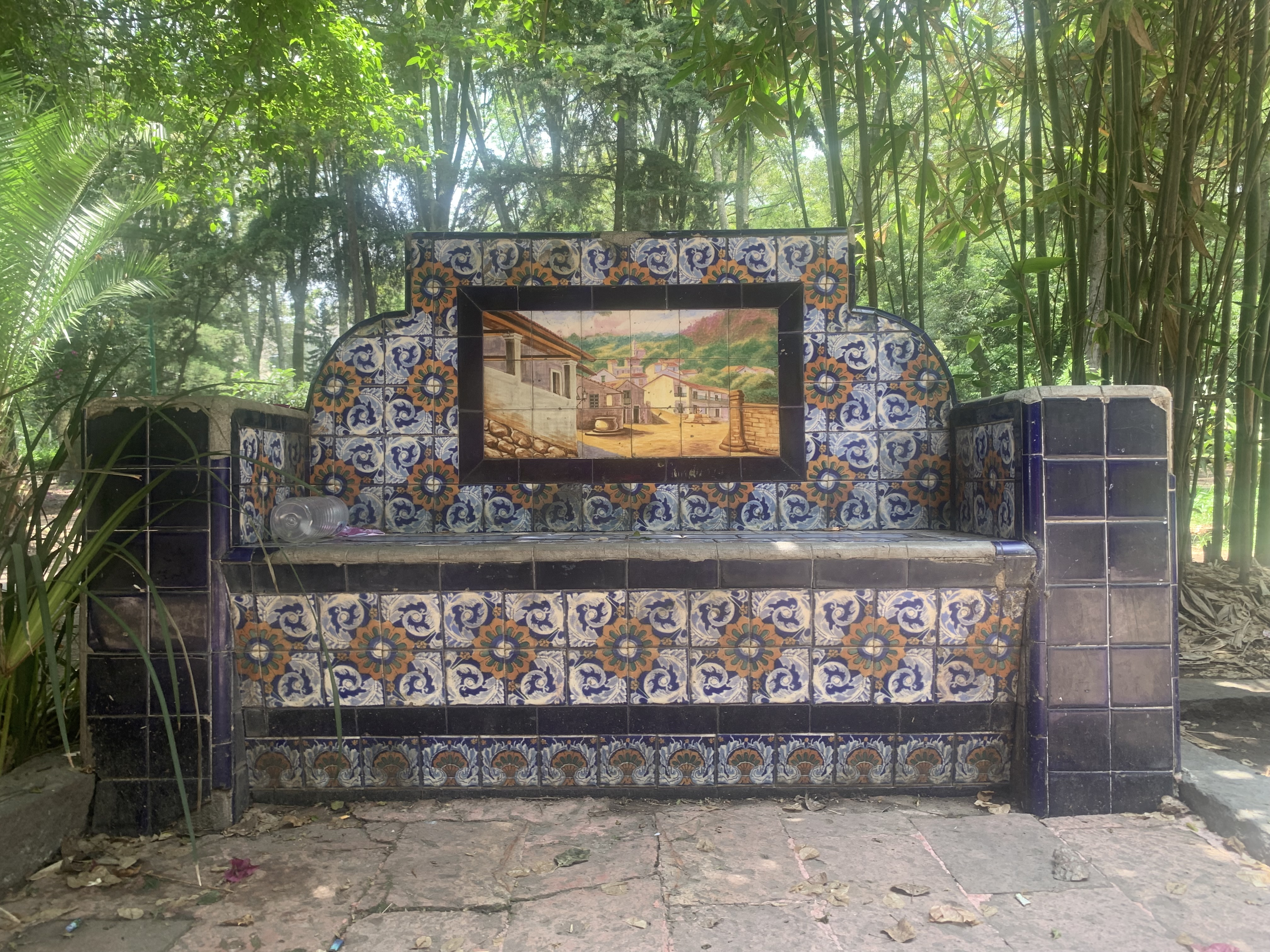
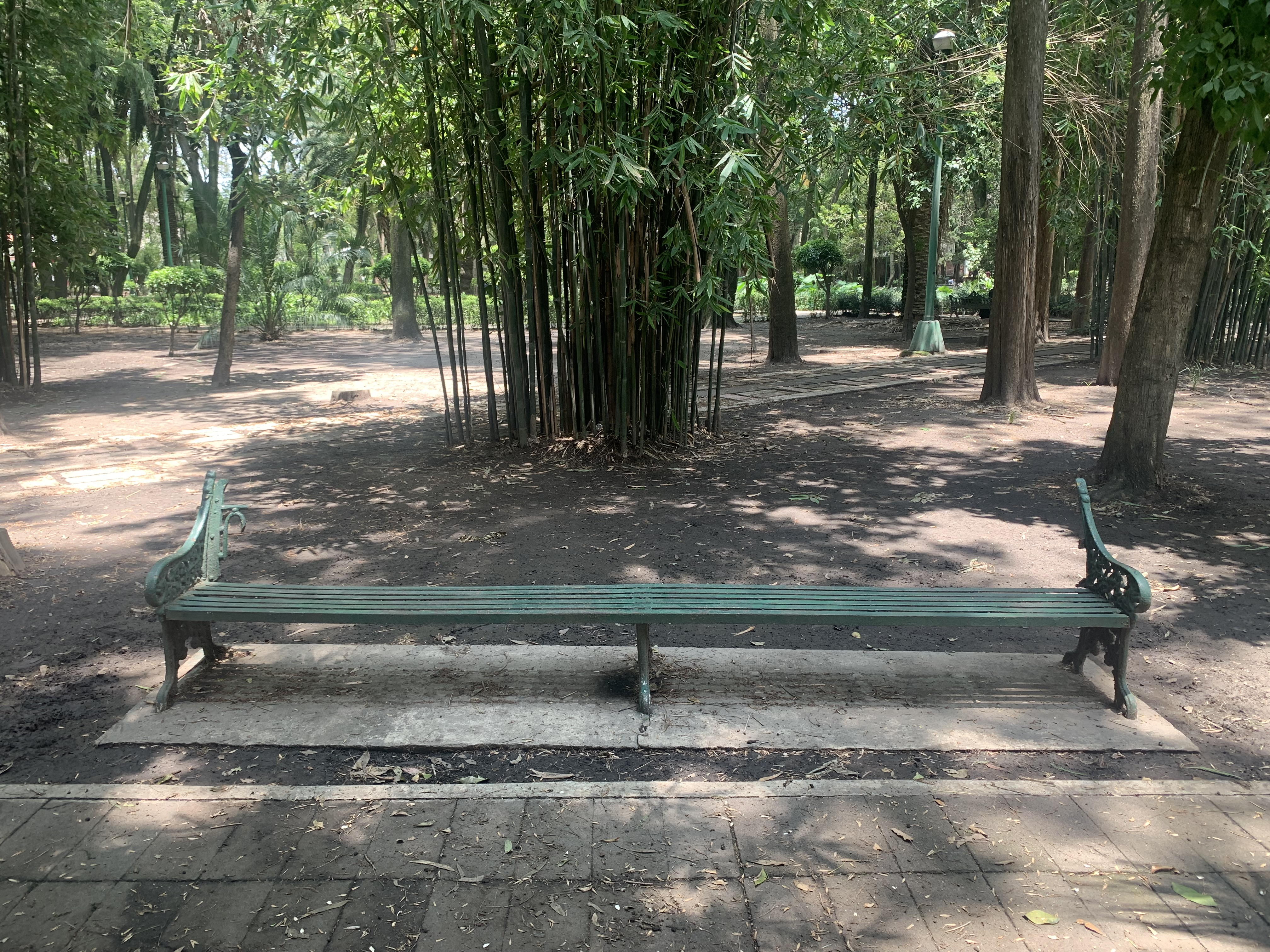
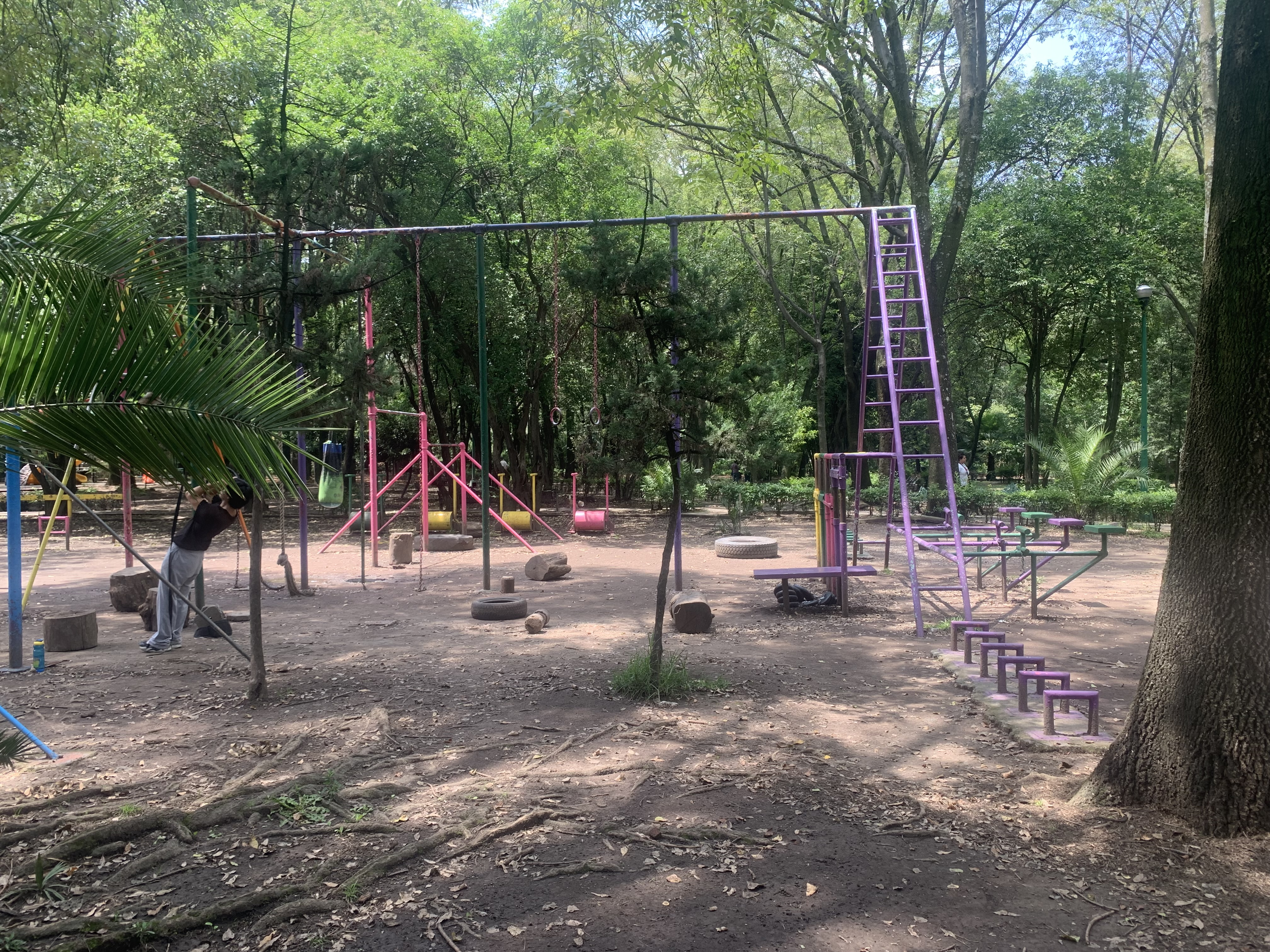
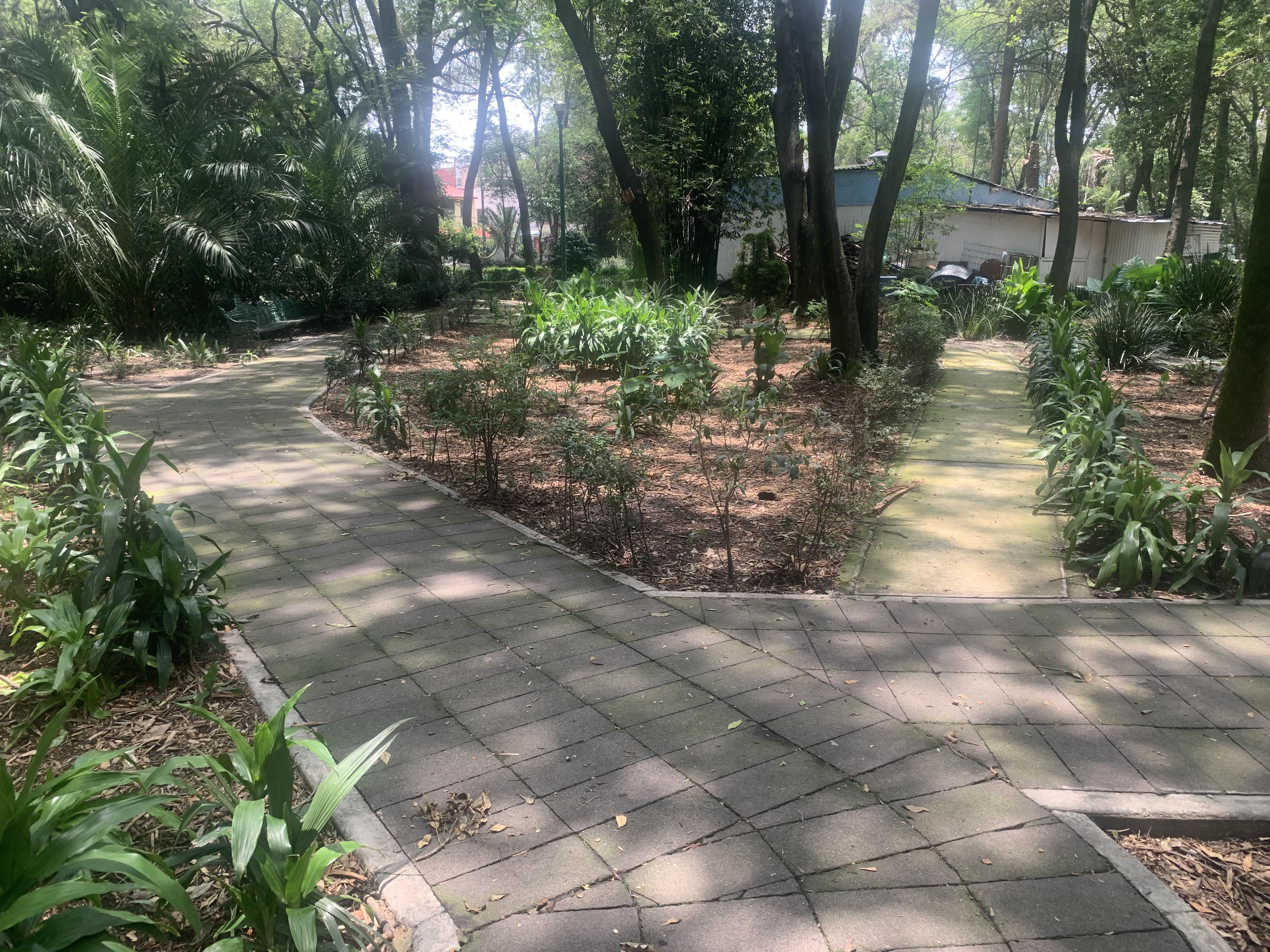
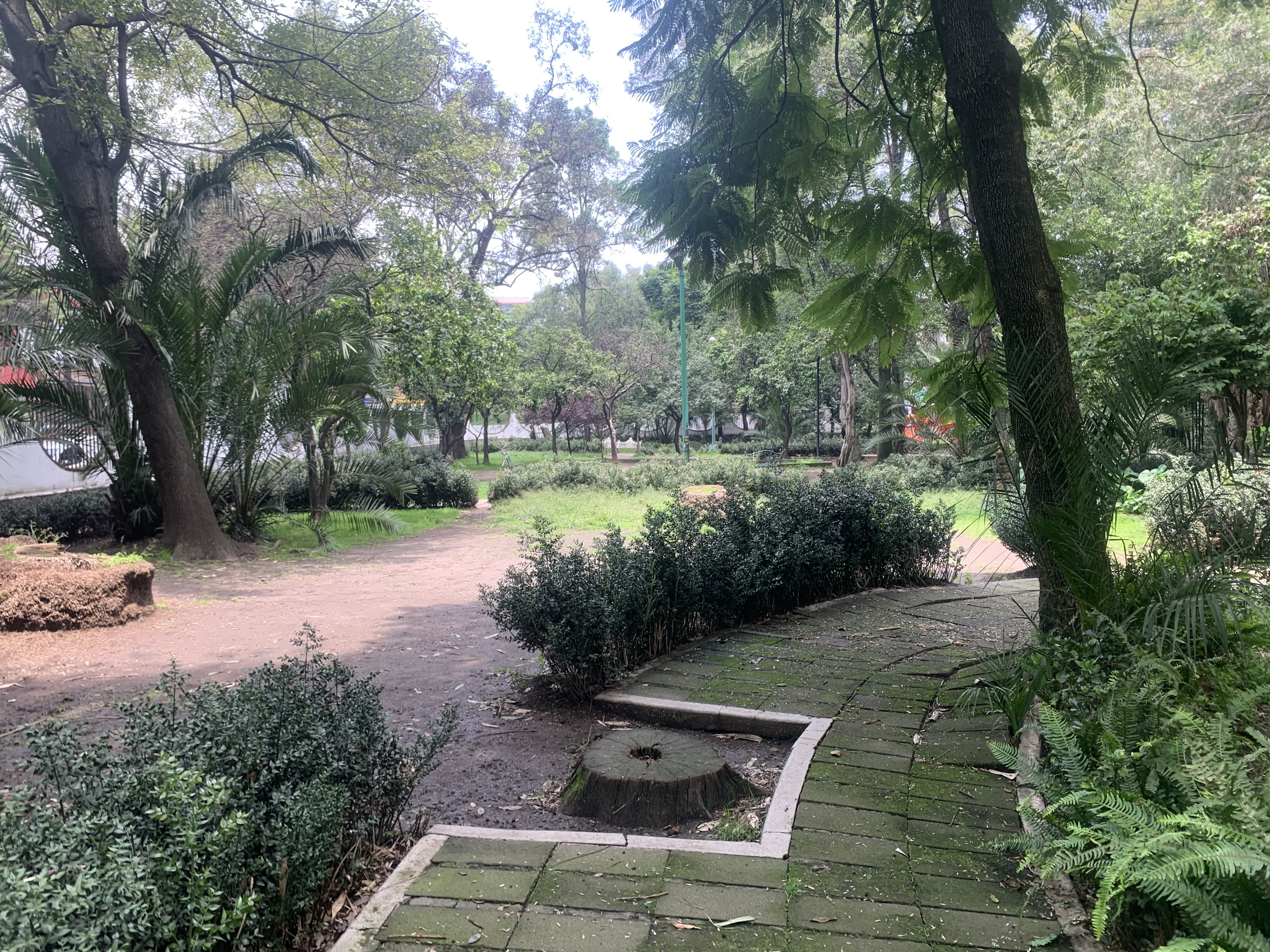
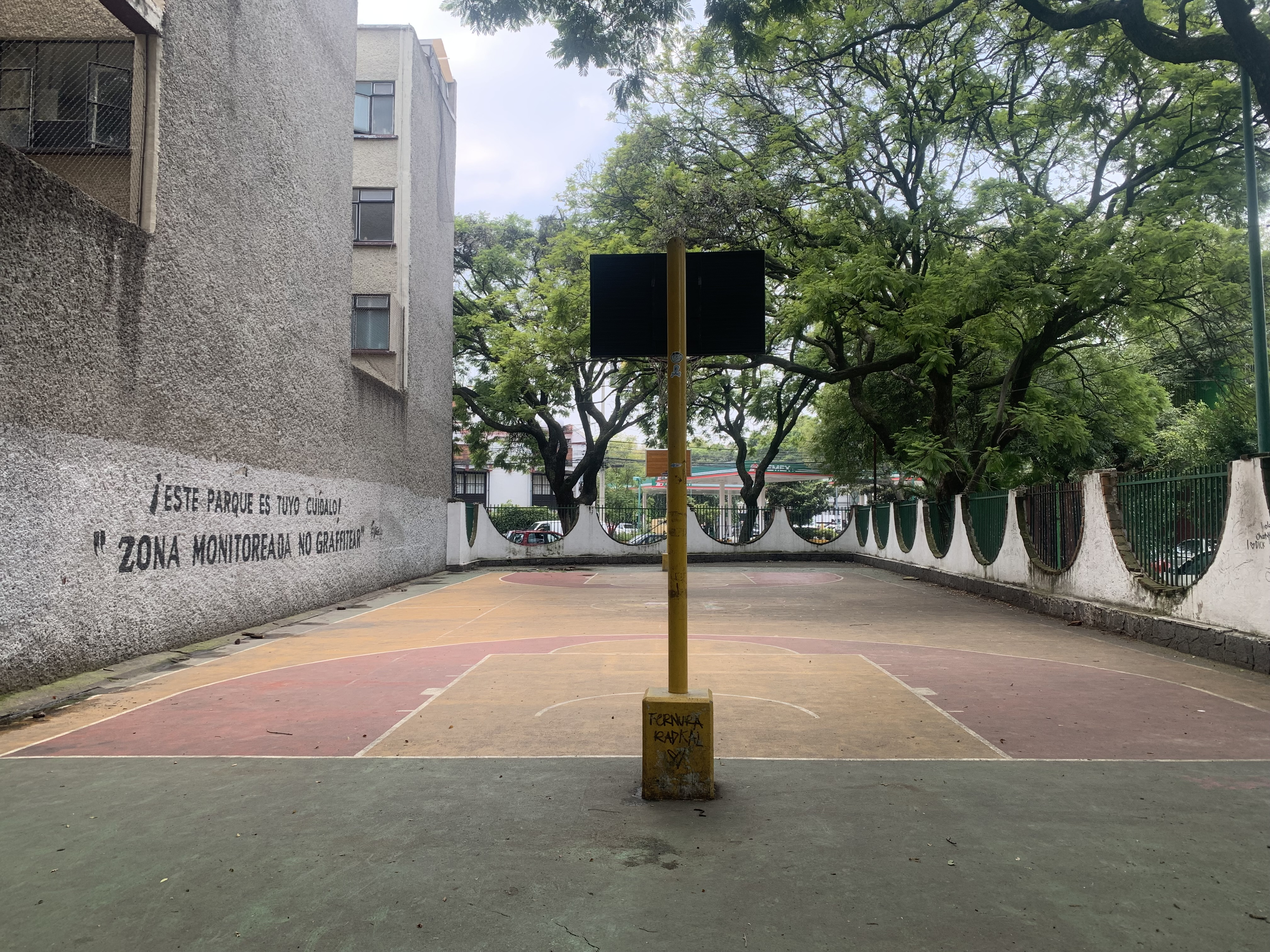